# Volci
Volci va ser una ciutat d'Etrúria situada en una plana a la riba dreta del riu Armina (avui Fiora), a uns 15 km de la desembocadura.
No apareix gairebé a la història, però Claudi Ptolemeu i Plini el Vell la citen, i diuen que era un municipi. També la menciona Esteve de Bizanci, que la anomena Ὄλκιον (Holkion).
Va ser una de les dotze ciutats principals etrusques i membre de la Lliga Etrusca. Se sap perquè l'esmenten els Fastii Capitolinii, que registren un triomf romà l'any 280 aC, quan els seus habitants, anomenats volsinienses o volcientes, van ser derrotats en una de les darreres lluites dels etruscs contra Roma per la independència. El 273 aC, els romans van establir una colònia al seu territori, al lloc de Cosa. Plini el Vell diu expressament que Cosa (Cosa Volcientium) era una dependència de Volci.
Les inscripcions demostren que la ciutat era important durant l'Imperi, i que encara existia al segle iv i va desaparèixer més tard, durant l'edat mitjana.
La ciutat no es va descobrir fins al 1828, quan les excavacions van començar a posar a la llum nombrosos objectes, la necròpolis i altres edificis, fins al punt que es pot considerar un dels principals jaciments de la cultura etrusca (més de sis mil tombes, milers d'objectes de tota mena i de diferents períodes). El lloc de les excavacions és proper al punt anomenat avui dia Ponte della Badia, un pont romà al riu Armina, encara que els fonaments del pont poden ser etruscos. Les restes d'edificis (poc nombrosos) són d'època romana.
La plana on era antigament és encara coneguda com a Pian di Voci i té a uns 15 km la ciutat de Montalto, a la boca del riu Fiora o Armina.